# Barbara Blatter
Barbara Blatter (Wattwil, 22 dicembre 1970) è un'ex mountain biker svizzera, specialista nel cross country.

## Palmarès
- Giochi olimpici

Sydney 2000: argento nel Cross-country.
- Mondiali

Les Gets 2004: argento a squadre.
- Coppa del mondo

2000: oro nel Cross-country.
2001: oro nel Cross-country, oro nel cronometro Time trial.
- Europei

1999: argento nel Cross-country.
2002: argento nella staffetta mista.
2003: oro nella staffetta mista.